# Rocca di Riva
Die Rocca di Riva, auch nur La Rocca genannt, ist eine Wasserburg in der italienischen Gemeinde Riva del Garda im Trentino. Das heutige Aussehen der erstmals im 14. Jahrhundert erwähnten Burg geht auf die im 19. Jahrhundert durchgeführten Umbauten zurück, als sie als Kaserne der k.u.k. Armee diente. In dem Gebäude hat das Museum Alto Garda (MAG) seinen Sitz.

## Lage
Die Rocca liegt am südöstlichen Rand der Altstadt von Riva del Garda auf einem kleinen von einem Wassergraben und dem Gardasee umgrenzten Eiland. Sie bildete einst den südöstlichen Eckpunkt des städtischen Verteidigungssystems und diente insbesondere zur Kontrolle und Verteidigung des westlich von ihr liegenden Hafens der Stadt.

## Geschichte
Die Ursprünge der erstmals 1393 als Castrum novum erwähnten Burg reichen bis in das 12. Jahrhundert zurück. Im Allgemeinen wird die Entstehung der Rocca mit dem Datum 1124 gleichgesetzt, als der Bischof von Trient Altmann von Lurngau den Einwohnern der Stadt Riva die Erlaubnis erteilte, eine Burg zu errichten. Allerdings lässt sich nicht mit Sicherheit sagen, ob es sich dabei um die Rocca oder um die weiter westlich im Bereich des heutigen Hafens gelegene sogenannte alte Burg gehandelt hat, auf die heute keine Spuren mehr hinweisen.
Unter Fürstbischof Egno von Eppan gelangte die Anlage Ende des 13. Jahrhunderts unter die Kontrolle der Grafen von Arco, die anschließend vergeblich versuchten, ihre Ansprüche auf die Stadt und die Burg erblich geltend zu machen. Graf Odorico Panziera von Arco ließ sie jedenfalls ausbauen, musste aber von weiteren Forderungen absehen, nachdem Bischof Heinrich II. mit seiner Exkommunikation gedroht hatte. In der Folgezeit fiel Riva kurzzeitig unter die Kontrolle des Grafen von Tirol Meinhard II. Aber bereits 1293 wurden die Tiroler von den Scaligern verdrängt, die Riva zwar 1303 wieder in Besitz nehmen konnten, aber 1343 zum zweiten Mal den Scaligern unter Mastino II. weichen mussten.
Die Scaliger bauten die Wasserburg entscheidend aus. Sie sollte zusammen mit den Scaligerburgen in Sirmione, Lazise und Peschiera del Garda die Kontrolle über die wichtigsten Häfen am See sicherstellen. Beim Ausbau wurden die bereits bestehende Baukörper, wie der Bergfried, in die Scaligerburg integriert. Ihre Planimetrie mit dem fast quadratischen Umriss, einem Innenhof und den vier Türmen ist einzigartig im Trentino. Umgeben war sie von einer zweiten niedrigeren Wehrmauer, die als Zwingermauer diente und vermutlich bis Mitte des 18. Jahrhunderts Bestand hatte. Neben der noch existierenden Zugangsbrücke, gab es noch eine zweite etwas kleinere Zugbrücke auf der Ostseite der Burg.
Ende des 14. Jahrhunderts beendeten die Viscontis die Herrschaft der Scaliger, nachdem Bischof Albert von Ortenburg sich mit dem Mailänder Herzog Gian Galeazzo Visconti verbündet hatte, um die Veroneser Herrscherfamilie aus Riva zu vertreiben. Doch auch den Viscontis wurde man schnell überdrüssig und der Nachfolger Ortenburgs, Bischof Georg von Lichtenstein, der sich mit den Carraresi aus Padua verbündet hatte, gelang es 1404 Riva und die Rocca wieder in seinen Besitz zu nehmen. Zwei Jahre später ist es der Sohn Gian Galeazzos, Giovanni Maria Visconti, der Stadt und Burg mit seinen Truppen plünderte. 1407 ließ Herzog Friedrich IV. die Rocca besetzen, bevor sie wieder unter die Kontrolle der Fürstbischöfe von Trient fiel.
Im Krieg zwischen der Republik Venedig und den Viscontis unterstützte das Fürstbistum Trient die Mailänder Herzöge. Nach dem gescheiterten ersten Versuch, die mailändische Flotte auf dem Gardasee im Unternehmen Galeas per montes zu vernichten, gelang einer zweiten venezianischen Flotte im April 1440 vor Riva der entscheidende Sieg über die Mailänder. Ende Mai 1440 fiel schließlich die noch von den Mailändern und den Truppen des Bischofs gehaltene Rocca nach vierwöchiger Belagerung in die Hände der Venezianer. Während der bis 1509 dauernden venezianischen Periode wurde die Rocca wieder instand gesetzt und mit zusätzlichen Geschützen bestückt. Sie bildete mit dem westlich etwas überhöht gelegenen Bastione das zentrale Verteidigungsbollwerk der Venezianer in Riva.
Nach der Niederlage Venedigs in der Schlacht von Agnadello und der damit verbundenen Aufgabe von Riva, gelangte die Stadt unter den Einfluss von Maximilian I., der die Habsburgischen Erblande vereint hatte. 1520 übergab Karl V. Riva formell wieder dem durch die Trienter Kompaktaten von ihm abhängigen Fürstbischof von Trient. Bischof Bernhard von Cles wählte die Rocca zu seiner Residenz in Riva und ließ zu diesem Zweck den West- und Südflügel umbauen, auf die er sich während der Bauernaufstände 1525 zurückzog. Auch seine Nachfolger Cristoforo Madruzzo und dessen Neffe Giovanni Ludovico Madruzzo hielten sich gerne in der Burg auf und bauten sie weiter als Residenz aus. Während des Konzils von Trient wurden in der Rocca Empfänge abgehalten. Im Gegensatz zu den Madruzzo unterstrich Ferdinand II. die militärische Bedeutung, die der Burg an den sogenannten welschen Confinen zukam, was zu Unstimmigkeiten mit den Fürstbischöfen über die Verwendung der Rocca führte.
Während des Spanischen Erbfolgekrieges brandschatzten 1703 französische Truppen unter General Vendôme die Stadt Riva. Dabei wurde auch die Rocca schwer in Mitleidenschaft gezogen. Mitte des 19. Jahrhunderts wurde das Gebäude unter der österreichischen Militärverwaltung in eine Kaserne umgewandelt, dabei wurden einschneidende Veränderungen an der Baustruktur unternommen, die das Aussehen der Anlage wesentlich veränderten und denen die Rocca das heutige Erscheinungsbild verdankt. Bis zum Beginn des Ersten Weltkrieges diente sie der Garnison von Riva als Unterkunft, in der etwa 600 Mann untergebracht waren. Im Ersten Weltkrieg wurde sie von der italienischen Artillerie beschossen. Nach dem Krieg gelangte die Rocca in den Besitz der Gemeinde.
Ende der 1970er und Ende der 1980er Jahre wurde die Rocca in zwei Phasen restauriert. Seit ihrer Wiedereröffnung 1994 hat das Heimatmuseum von Riva del Garda seinen ständigen Sitz in der Burg.

## Beschreibung
Die Anlage wurde auf einem felsigen Eiland errichtet, das etwa 8000 m² groß ist und neben der Burg eine Parkfläche umfasst, die die Insel südlich zur Seeseite hin abgrenzt. Der Park ist erst im 19. Jahrhundert entstanden und taucht erstmals im Kataster von 1859 auf. Aus älteren Zeichnungen und Beschreibungen, angefertigt unter anderem von Matthias Burglechner, geht hervor, dass die Insel einst nur unwesentlich größer als die Wasserburg gewesen sein muss.
Die Rocca ist auf drei Seiten von einem Wassergraben umgeben, der das Wasser aus dem Gardasee bezieht, da der östliche und westliche Graben direkt im See enden. Eine Zugbrücke an der Westseite verbindet die Burg mit einer gemauerten Brücke, die vom Ufer über den Wassergraben führt. Das heutige Aussehen zeugt wenig von der einstigen militärischen Bestimmung, die die Anlage als Bollwerk der Stadt innehatte. Das Gebäude weist einen viereckigen ungleichmäßigen Grundriss mit vier Ecktürmen auf. Während die etwa 48 m lange Ostseite einheitlich mit den Ecktürmen abschließt, steht die etwa 45 m breite Südseite der ehemaligen Mantelmauer vor. Die im Stil der Neorenaissance gehaltene Südfassade entstand im 19. Jahrhundert und trägt an der Oberseite die Inschrift Franz Josef I. mit der Jahreszahl 1852 in lateinischen Ziffern, als die Rocca zu einer Kaserne umgebaut wurde.
Am nordwestlichen Eckpunkt befindet sich der 23,5 m hohe Bergfried, dessen Mauern etwa 2,5 m dick und 9,5 m breit sind. Das uneinheitliche Mauerwerk des Turmes zeugt von seiner bewegten Baugeschichte und von seiner mehrmaligen Aufstockung. Seine Ursprünge reichen bis in das 12. Jahrhundert zurück, architektonisch erkennbar am Bossenwerk am Fuß des Turmes. Die größte Veränderung erfolgte 1852, als der Bergfried zusammen mit den anderen Türmen in Teilen abgetragen wurde, dabei büßte er wesentlich von seiner ursprünglichen Höhe ein, wie aus alten Darstellungen hervorgeht.
An der Südseite des Bergfriedes, der einst als Kerker diente, schließt das Ravelin mit dem Eingang und der ehemaligen Zugbrücke an, heute ersetzt durch eine feststehende Holzbrücke. Im wenig mittelalterlich wirkenden Innenhof, der für Veranstaltungen genutzt wird, befindet sich der Burgbrunnen der Rocca.

## Bilder

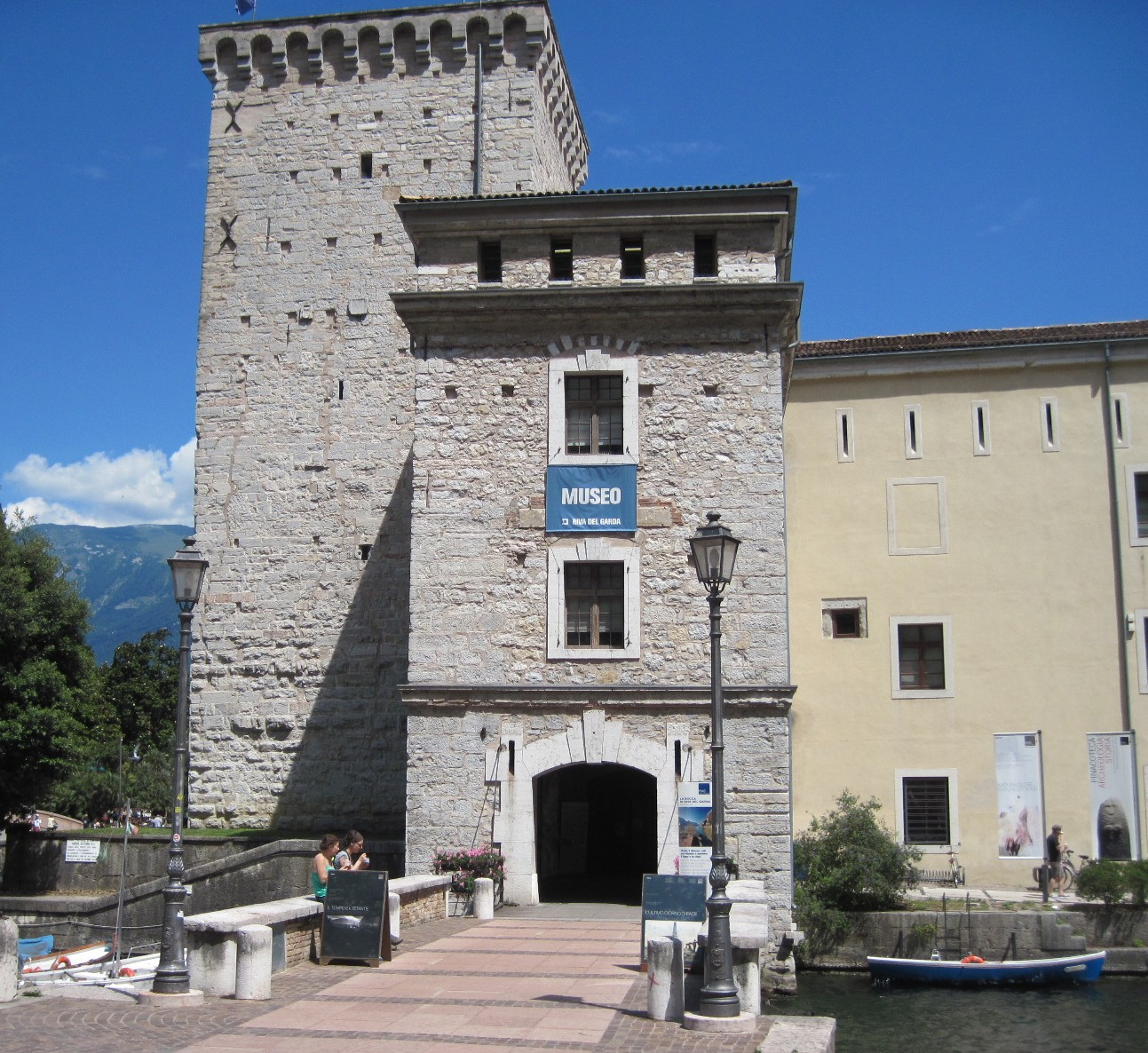
Eingang mit Zugbrücke und Bergfried
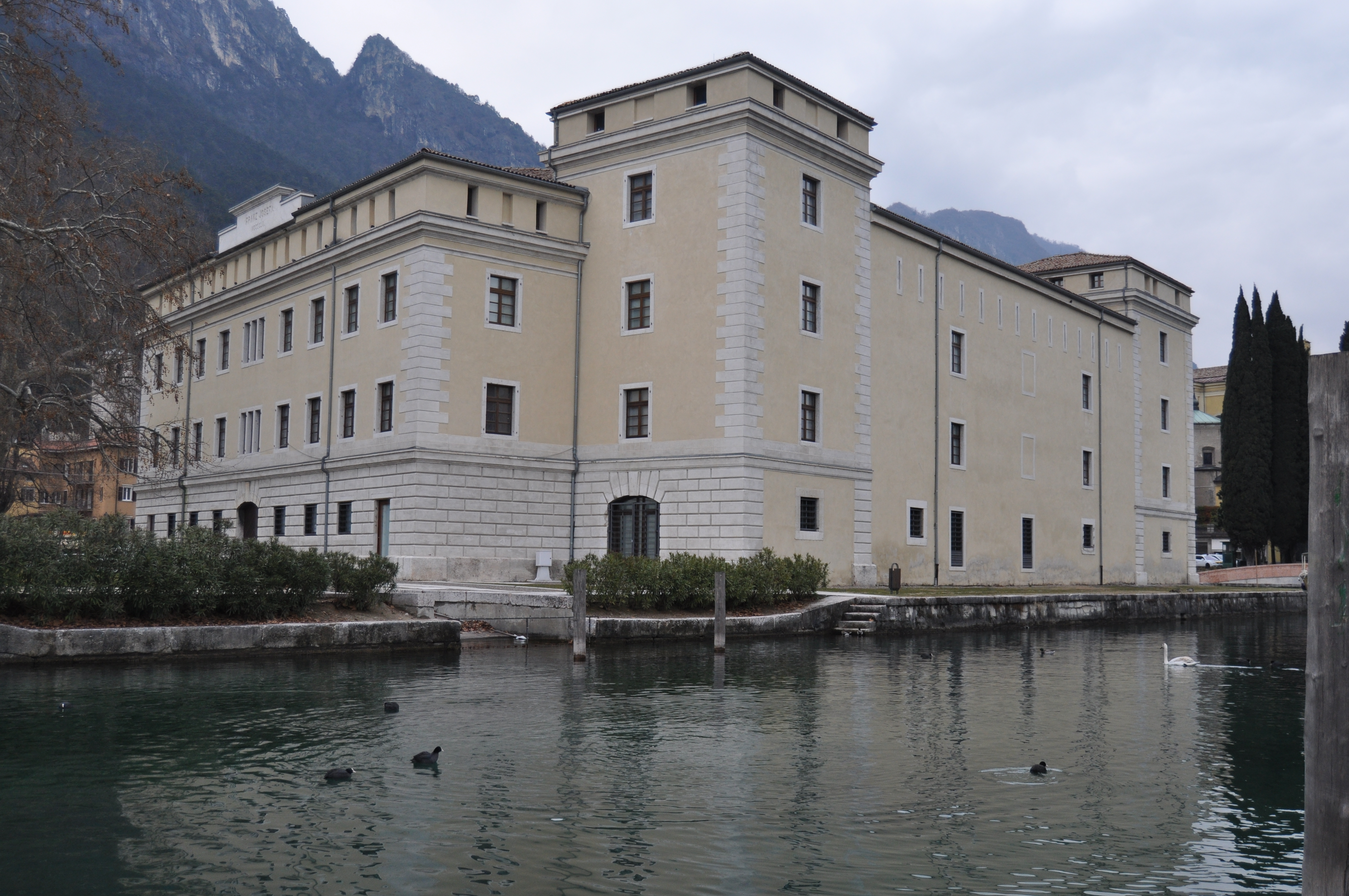
Süd- und Ostseite
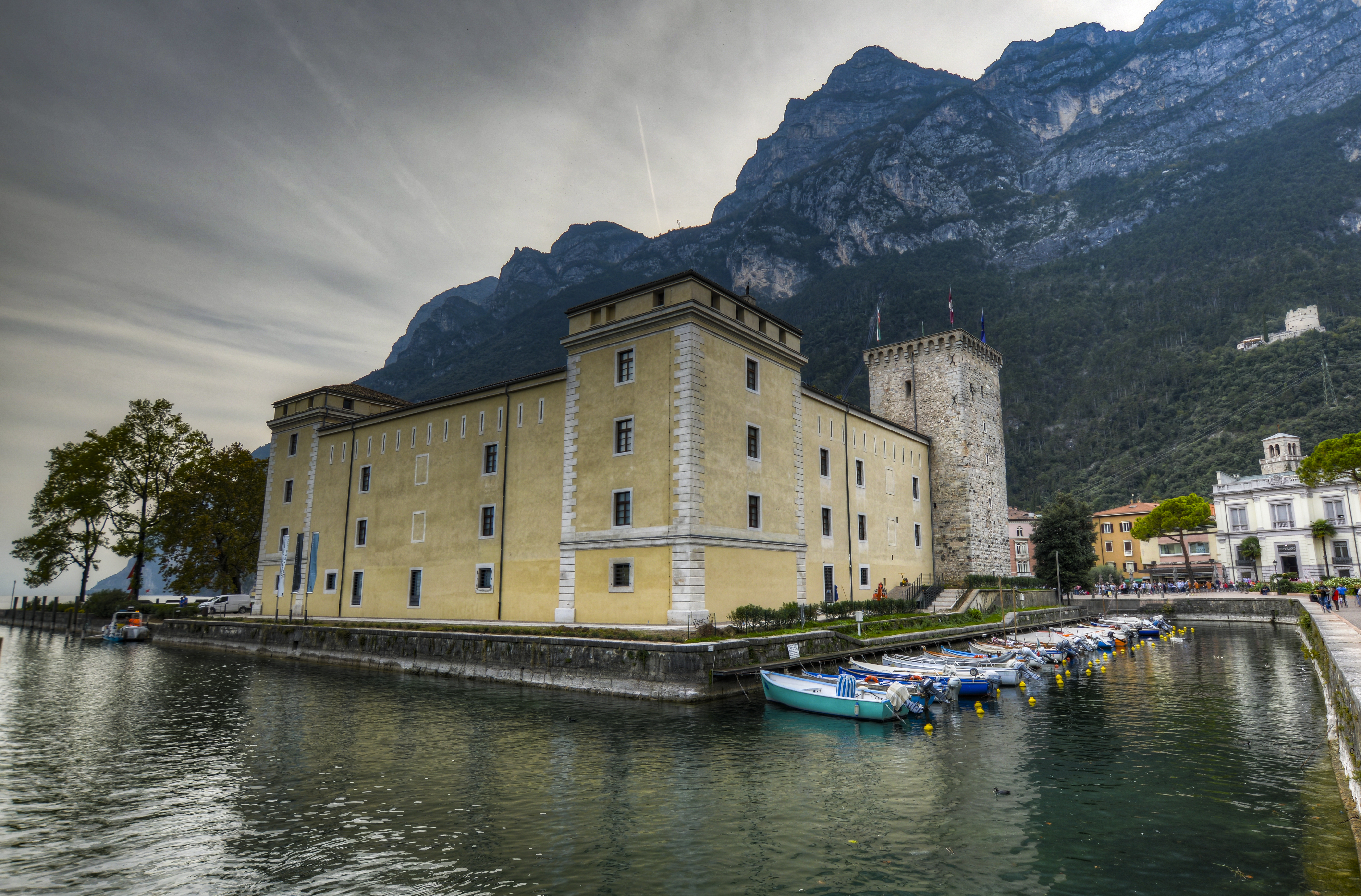
Ost- und Nordseite
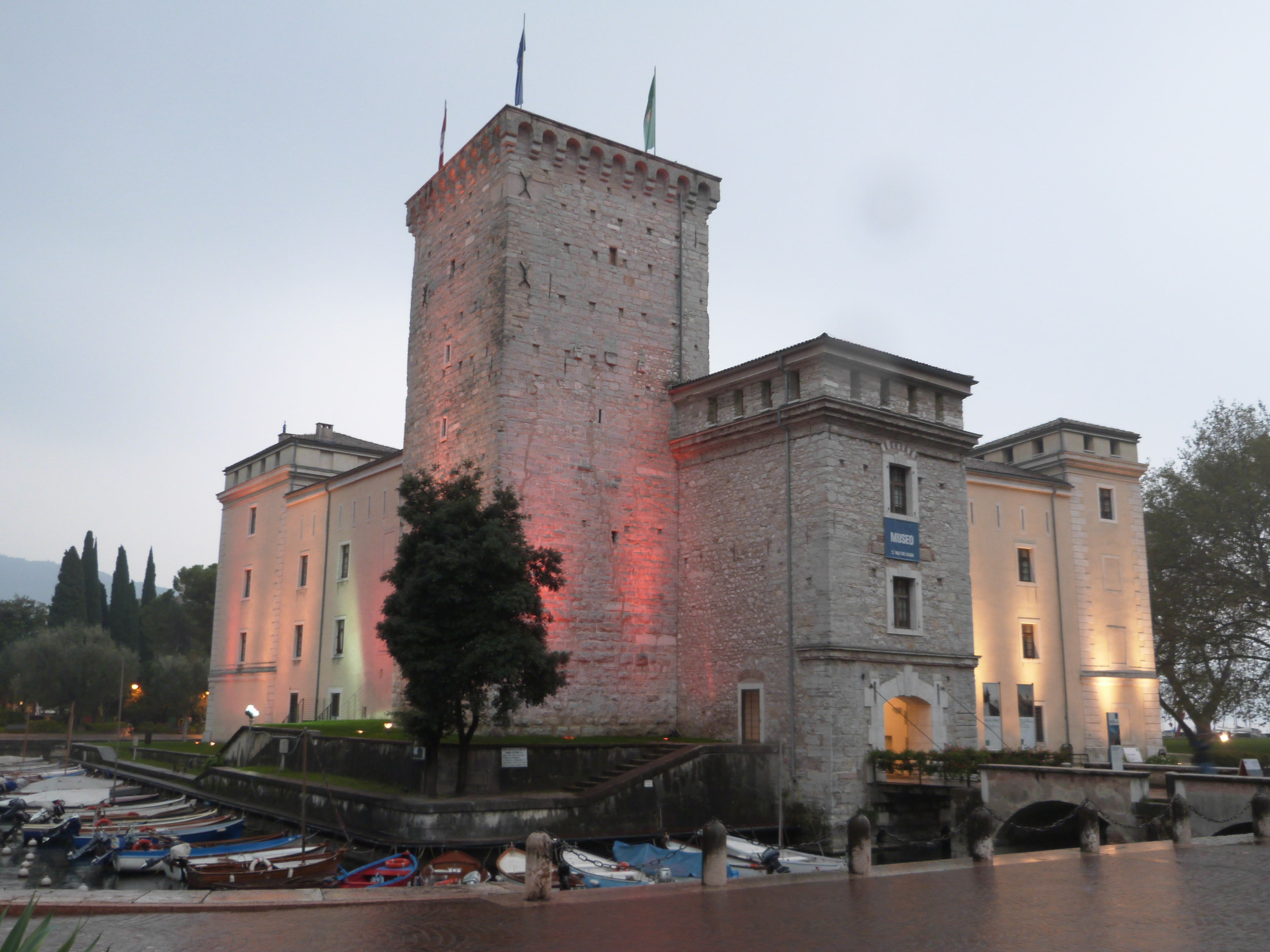
Nord- und Westseite
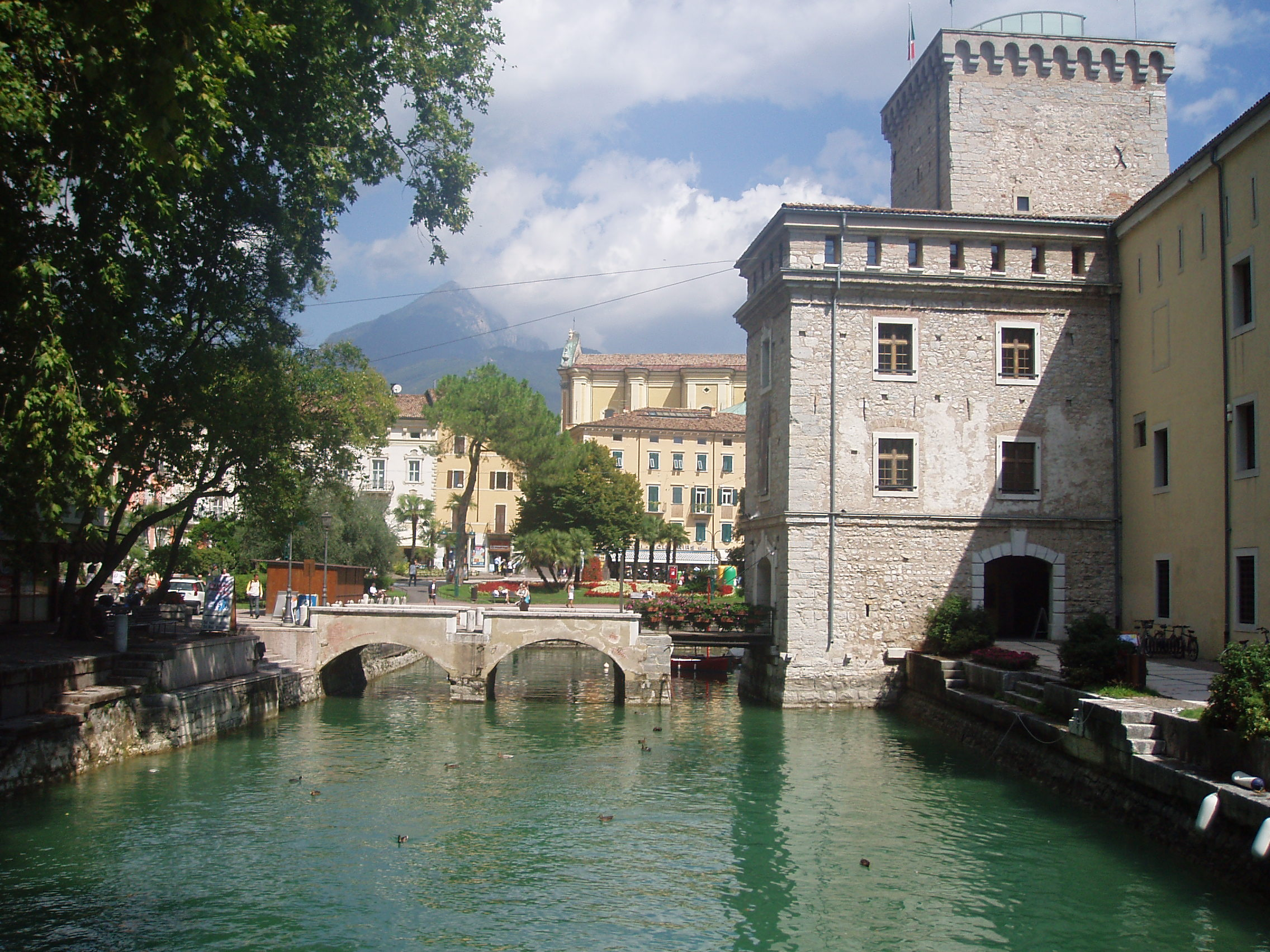
westlicher Wassergraben mit Ravellin
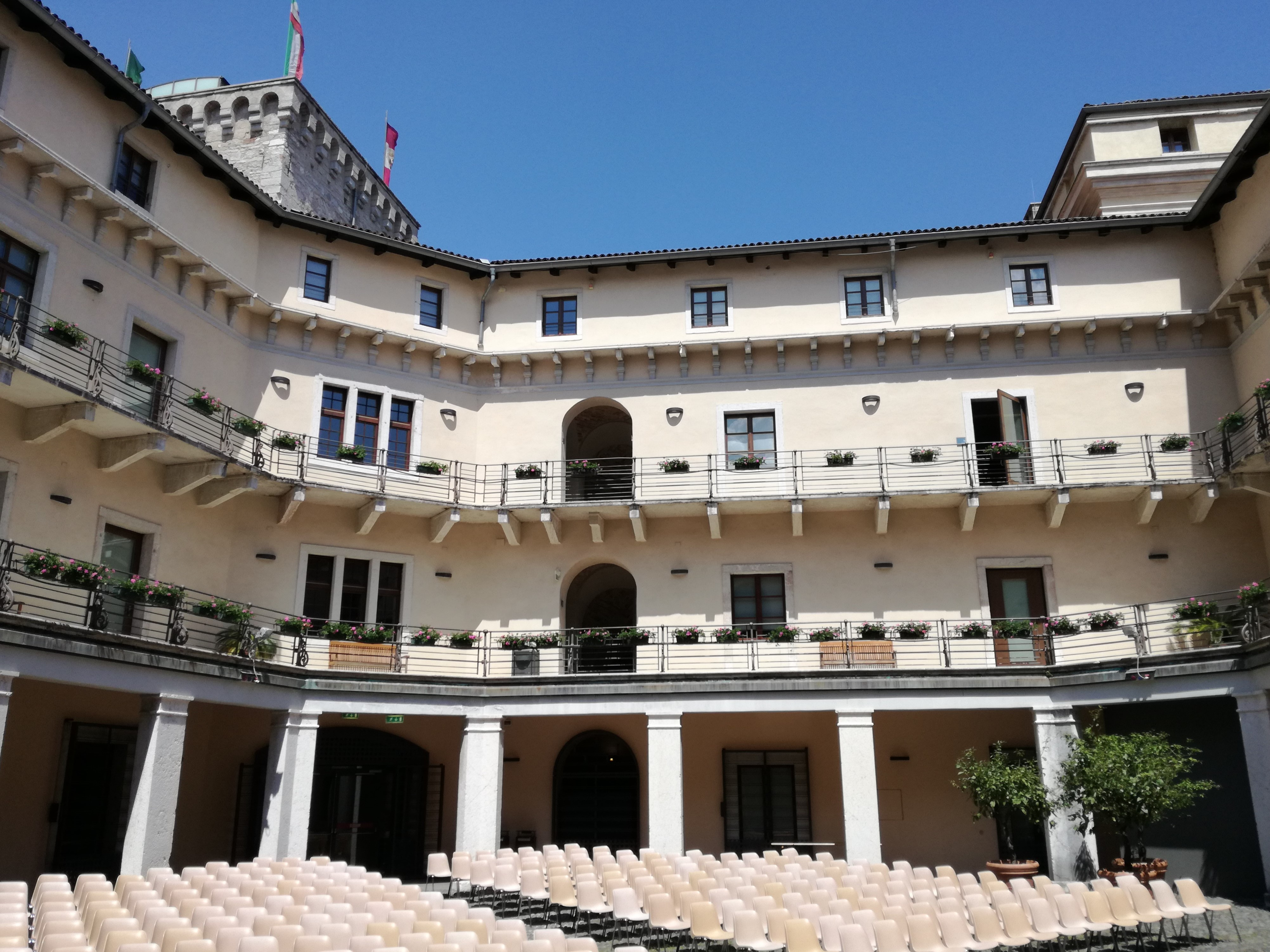
Innenhof
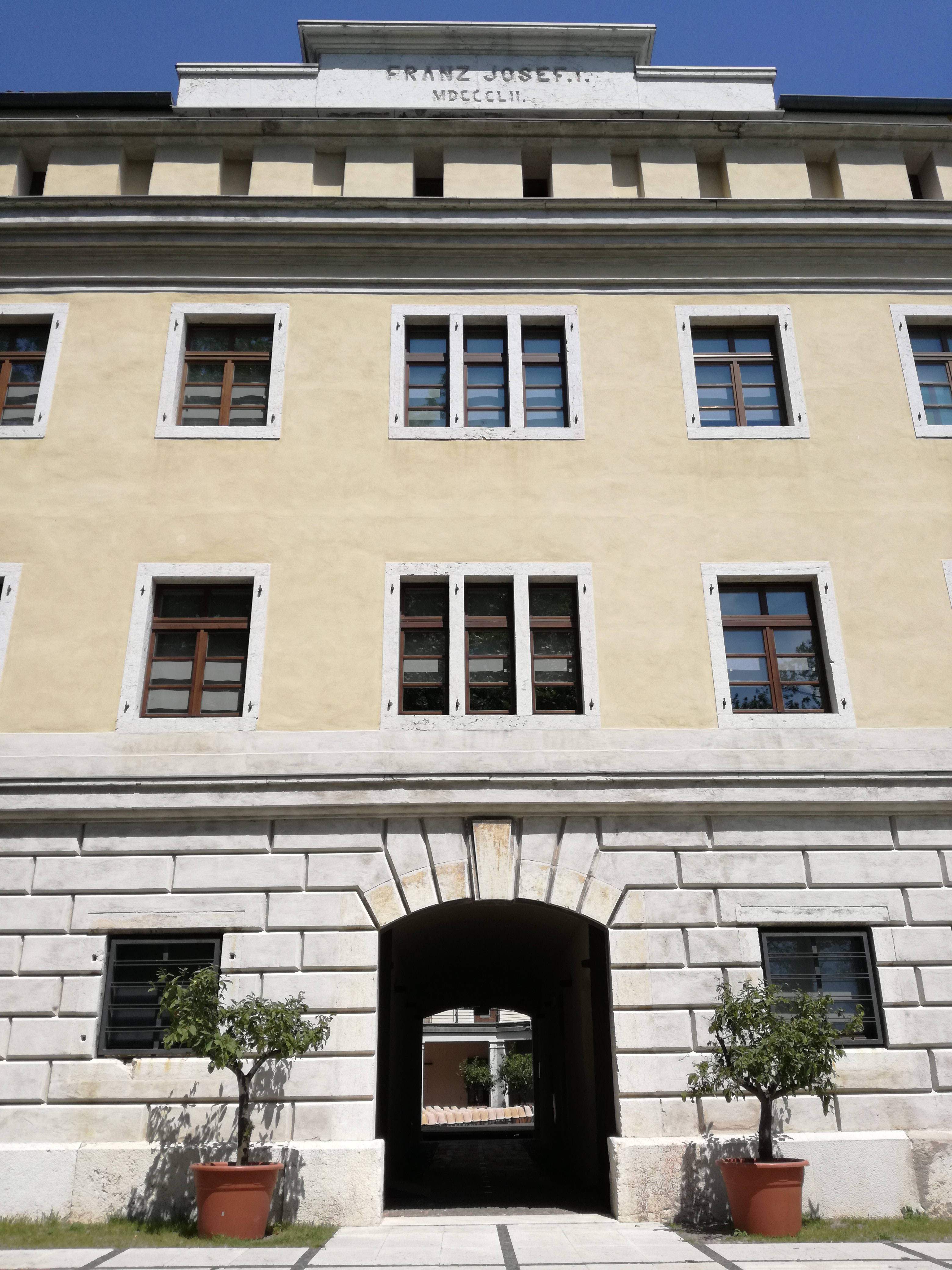
Südfassade mit Inschrift Franz Josef I.
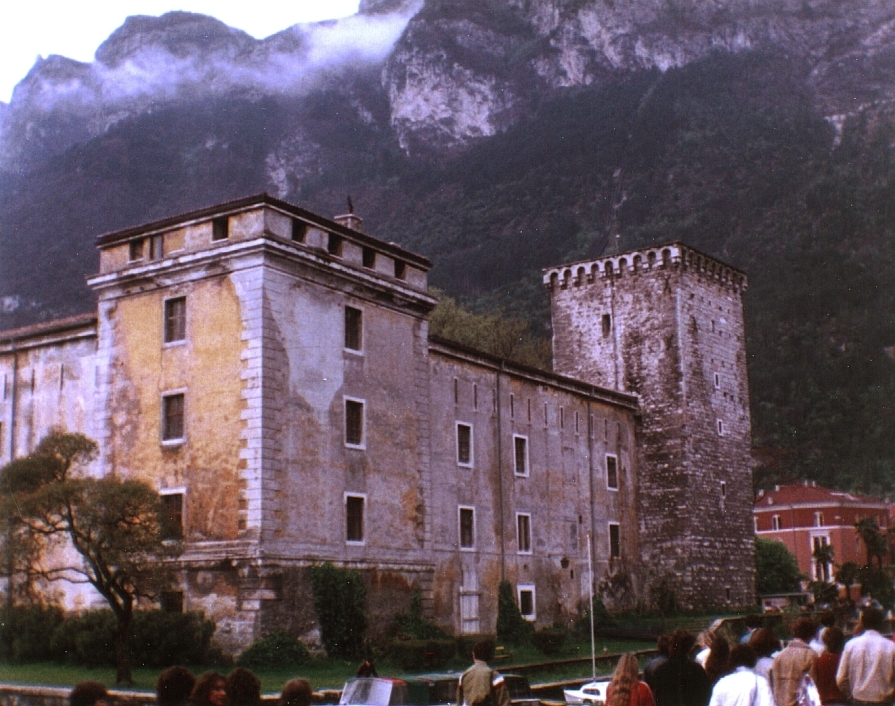
Die Rocca vor der zweiten Restaurierungsphase (1984)